# 韩再芬
韩再芬（1968年3月20日—），女，安徽潜山人，中国黄梅戏表演艺术家，一级演员。韩再芬塑造了许多黄梅戏艺术形象，代表作有《天仙配》、《女驸马》、《徽州女人》、《徽州往事》等，她在舞台上扮相俏丽、噪音圆润、表演细腻，具有大家风范并力倡黄梅戏革新，被誉为“黄梅戏皇后”（黄梅戏第二代代表人物，前代为严凤英 。）。曾任第十、十一、十二、十三届全国人大代表。

## 生平
1968年，韩再芬出生在安徽潜山县的一个普通家庭，父亲是当地财政局的干部，母亲是黄梅戏演员，家中共有姐妹四个，她排行最小。受母亲的影响，韩再芬在黄梅戏的熏陶下长大，10岁的时候她被安庆黄梅戏剧团录取，成为班里年纪最小的学生。离家来到剧团后，韩再芬刻苦学习，不久便崭露头角，16岁的时候就小有名气。1984年，韩再芬在黄梅戏电视连续剧《郑小姣》出演主角，赢得广泛好评。多年来，韩再芬一直活跃在黄梅戏舞台上，无论是大城市还是工厂乡村都留下了她的演出足迹，她亦远赴美国、日本等地，将黄梅戏表演带给外国观众。
2003年，韩再芬大胆革新黄梅戏戏路，推出了反映现实生活、针砭时弊的现代黄梅剧《公司》，并表示“现在的戏曲，在创作思维上要大胆突破，要着意去反映现实生活，而不是一味地演绎古代的人与事”。2004年2月，中国艺术研究院发起了“中国当代戏曲表演艺术家系列研究工程”，韩再芬位列研究对象的首位，这是文艺界对她多年来对黄梅戏贡献的肯定。同年底，韩再芬被英国权威的《世界经理人》杂志评为《2004中国最有影响力女性100名（综合）》第75位，是唯一一个上榜的戏剧演员。
2005年1月，韩再芬担任了安徽大学艺术学院兼职教授，校长黄德宽表示“唱响黄梅戏，做好徽文章”是安徽省的一项发展战略。2006年5月1日，韩再芬出任安庆师范学院黄梅剧艺术学院名誉院长，此后又任安徽大学黄梅剧艺术研究中心主任。
2010年11月，在美国国会图书馆举办的《为明天记录今天》黄梅戏入选保存仪式上，韩再芬作了题为《Huangmei Opera Art in China 百年黄梅戏：从传统走向现代的戏剧》的学术报告并获得艺术成就奖，她的表演资料、作品、访谈等被图书馆永久收藏并展出。韩再芬也成为了自1949年以来中国第一位作品被美国国会图书馆收藏的表演艺术家，此前只有京剧大师梅兰芳获此殊荣。

## 社会兼职
- 第十届全国人大代表、第十一届全国人大代表、第十二届全国人大代表
- 中国戏剧家协会副主席（2005年－）
- 共青团中央委员
- 全国青年联合会委员
- 安徽省政协常委
- 安徽省电视电影家协会副主席
- 安庆市文广局副局长
- 安庆再芬黄梅艺术剧院院长
- 安徽大学黄梅剧艺术研究中心主任
- 安庆师范学院黄梅剧艺术学院名誉院长（2006年5月－）
- 安徽省徽商协会副会长
- 同济大学艺术系兼职教授（2001年－）
- 安徽大学兼职教授（2005年1月－）
- 安徽旅游形象大使（2007年5月19日－）

## 艺术成就
韩再芬的表演技巧在长年累月的登台表演中愈发成熟，对招式的把握和唱腔的运用也更加精湛，因此赢得了许多黄梅戏爱好者的追捧。有戏迷称赞她“寒流过后迎韩流，细听徽娘吟徽州，百年绝唱女驸马，一曲黄梅动鹤楼”“莫道英华不再，芬芳却似更浓，馨右东山傲兰，业赢北海孤琼”。

## 节目
- 春节联欢晚会
  - 1994年 《观灯》/《闹花灯》
  - 1998年 《打猪草》
  - 2001年 《正月有个节》
  - 2004年 《都市外乡人》（小品 合作演员：巩汉林）
  - 2006年 《新五女拜寿》（合作演员：潘长江）
  - 2007年 《天上人间共吉祥》
- 春节戏曲晚会
  - 1995年 《西施》“采莲”一折
  - 1996年 《天仙配·路遇》
  - 1997年 《四季美人图》
  - 1999年 《游春》
  - 2000年 《昭君出塞》
  - 2002年 《西施浣沙》
  - 2003年 《天女散花》
  - 2004年 《采莲》
- 文化部春节晚会
  - 2006年 《楼台会》
  - 2007年 《风花雪月》

## 戏剧

### 黄梅戏舞台剧
- 《窦娥冤》
- 《天仙配》
- 1980年 《女驸马》 饰演 冯素珍
- 1981年 《莫愁女》 饰演 莫愁
- 1984年 《郑小姣》 饰演 郑小姣
- 1984年 《香魂》 饰演 香魂
- 1987年 《血狐帕》 饰演 郭玉梅
- 1988年 《桂小姐选郎》 饰演 桂小姐
- 1990年 《杨玉环》 饰演 杨玉环
- 1992年 《西施》 饰演 西施
- 1995年 《孔雀东南飞》 饰演 刘兰芝
- 1999年 《徽州女人》 饰演 女人
- 2003年 《公司》（现代剧） 饰演 姚兰
- 2012年  《徽州往事》  饰演  舒香

### 黄梅戏电视剧
- 1984年《郑小姣》（5集）
- 1986年《天仙配》（4集）
- 1986年《桂小姐选郎》 （3集）
- 1987年《女驸马》 （4集）
- 1988年《小辞店》（2集）
- 1988年《挑花女》 （4集）
- 1992年《桃花扇》 （5集）
- 1995年《孟丽君》（9集）
- 1995年《李师师与宋徽宗》（4集）
- 1998年《秋》（4集）
- 1998年《龙凤奇缘》 （3集）
- 2002年《潘张玉良》 （6集）

### 黄梅戏电影
- 1985年《香魂》
- 1997年《徽商情缘》
- 2001年《生死擂》
- 2010年《六尺巷》

### 其他
- 2004年 小品《都市外乡人》
- 2006年 话剧《白门柳》 饰演 柳如是

## 电视剧
以下为拍摄时间
- 1980年
  - 《疾风劲草》
- 1994年
  - 《温州女人》
- 1998年
  - 《清明上河图》
- 2000年
  - 《红粉须眉》
  - 《大龙邮票》
- 2001年
  - 《走向共和》
- 2002年
  - 《尘埃落定》
- 2004年
  - 《远去的村庄》
- 2005年
  - 《贞观长歌》  饰演 长孙皇后
  - 《血浓于水》
- 2006年
  - 《船政风云》 饰演 慈禧
  - 《天仙配》 饰演 王母娘娘
- 2020年
  - 《清风明月佳人》(2007年拍攝) 饰演 李清照

## 荣誉
- 1994年 中国小百花越剧节小百花表演金奖（宣传部） 上海市白玉兰表演艺术奖（第五、十三届）
- 1995年 第一届、第二届黄梅戏艺术节“表演艺术金奖（中华人民共和国文化部）
- 1997年 青年艺术家称号（中华人民共和国文化部）
- 德艺双馨优秀艺术家称号（中国文学艺术界联合会）
- 黄梅戏中青年“十佳演员”称号（中央人民广播电台）
- 全国黄梅戏电视“十佳演员”称号（中国中央电视台）
- 1999年8月 第六届中国戏剧节“优秀表演奖”
- 2000年4月 第十七届中国戏曲梅花奖（黄梅戏《徽州女人》）
- 2000年 第九届文华表演奖
- 2010年 第十三届文华表演奖
- 2015年 第27届中国戏剧梅花奖颁奖典礼获得“二度梅”奖项（安庆新闻网）

## 争议
2003年，画家应天齐向广东省深圳市福田区人民法院起诉韩再芬侵害其名誉权。应天齐认为韩再芬代表作《徽州女人》的创意起源于他的“西递村系列版画”，1999年《徽州女人》首演大获成功后，韩再芬也在公开场合肯定了戏画结合的创意，但2002年9月，韩再芬却否认了这一点，并多次在各种媒体和公开场合歪曲事实，已造成诋毁名誉人格、影响个人生活的事实。对此，韩再芬表示应天齐多次写文章炒作，抹杀了主创人员的成绩，所以她才在公开场合纠正“依画作剧”的错误说法。
2004年2月，韩再芬大胆革新推出的黄梅戏现代剧《公司》引发争议，多数业内人士表示了摇头，批评者认为剧中多种艺术形式的借用不伦不类，但本剧的市场运作却取得成功，这引发了对戏曲发展的思考。
2009年3月，韩再芬接受采访时表示“我不喜欢赵本山和小沈阳的小品，不注重思想内涵”。对此，赵本山的经纪人高大宽认为小品就是让大家乐呵一下，人大代表不要在一个小品上较真。